# Тоніно Дзангарді
Антоніо «Тоніно» Дзангарді (італ. Antonio «Tonino» Zangardi; 23 квітня 1957, Рим — 19 лютого 2018, там само) — італійський режисер, сценарист та письменник.

## Життєпис
Народився 23 квітня 1957 року у Римі. Його брат — актор Марко Дзангарді.
1992 року дебютував з кінодрамою із життя тосканських ромів «Аллулло Дром» за участю Ізабелли Феррарі, Клаудіо Бігальї та Массімо Бонетті. 2003 року його стрічка «Візьми мене і забери звідси» з Валерією Голіно і Рудольфо Лагана була удостоєна премії Golden Castle на Castellinaria International Festival of Young Cinema. 2008 року представив на Міжнародному кінофестивалі у Пусані фільм-нуар «Сандрін під дощем» з Адріано Джанніні та Сарою Форестьє. 2012 року виступив режисером детективного мінісеріалу «Зодіак: Втрачена книга» виробництва RAI. У вересні 2015 року вийшла його кінодрама «Мені необхідно бути разом з тобою» з Марко Боччі і Клаудією Джеріні, створена ним на основі власного однойменного роману, виданого весною того ж року. Наступного року вийшов його роман «Я не невинувата» — продовження роману «Мені необхідно бути разом з тобою». 2016 року створив комедійну стрічку «Мій батько Джек» за участю Маттео Бранчіаморе, Елеонори Джорджі та Франческо Паннофіно. Його останньою роботою став фільм «Коли Нуволарі поспішає» (2018), заснований на біографії автогонщика Таціо Нуволарі.   
2017 року став співзасновником кіношколи Master Film Academy у Мантуї.
Тоніно Дзангарді помер 19 лютого 2018 року у Римі в 60-річному віці після тривалої хвороби.

## Фільмографія
- 1992 — Аллулло Дром — Циганська душа (італ. Allullo drom — L'anima zingara), також автор сценарію.
- 1995 — Ще один новий день (італ. Un altro giorno ancora), також автор сценарію.
- 1999 — Останній мундіаль (італ. L'ultimo mundial), також автор сценарію.
- 2000—2001 — Починаючи спочатку (телесеріал) (італ. Ricominciare)
- 2003 — Візьми мене і забери звідси (італ. Prendimi e portami via), також автор сценарію та монтажер.
- 2006 — Але кохання... так! (італ. Ma l'amore... sì!), також автор сценарію.
- 2008 — Сандрін під дощем (італ. Sandrine nella pioggia), також автор сценарію та продюсер.
- 2012 — Зодіак: Втрачена книга (мінісеріал) (італ. Zodiaco — Il libro perdut)
- 2015 — П'ятниця (короткометражний) (англ. Friday)
- 2015 — Мені необхідно бути разом з тобою (італ. L'esigenza di unirmi ogni volta con te), також автор сценарію та продюсер.
- 2016 — Мій батько Джек (англ. My Father Jack)
- 2018 — Коли Нуволарі поспішає / (італ. Quando corre Nuvolari), також автор сценарію.

## Нагороди та номінації
Castellinaria International Festival of Young Cinema
- 2003 — Премія Golden Castle (Візьми мене і забери звідси).
- 2003 — Премія ASPI (Візьми мене і забери звідси)[3].

Монреальський кінофестиваль
- 2015 — Номінація на Grand Prix Amerique (Мені необхідно бути разом з тобою)[4].